# Trenta-sis
El trenta-sis és un nombre natural i parell que va entre el trenta-cinc i el trenta-set. S'escriu 36 en xifres àrabs, XXXVI en les romanes i 三十六 en les xineses. És el quadrat de sis. Ocurrències del trenta-sis:
- És el nombre atòmic del criptó.
- 36 = 10² - 8²
- Designa l'any 36 i el 36 aC.
- És el primer nombre (diferent del trivial 1) que és simultàniament quadrat i triangular. Un quadrat de boles de 6 de costat té 36 boles, i un triangle de 8 de costat, també. El següent nombre amb aquesta propietat és el 1225.[1]
- És un nombre d'Erdős-Woods.[2]